# Tessa Sanderson
Theresa Ione Sanderson (Saint Elizabeth, Jamaica, 14 de marzo de 1956), más conocida como Tessa Sanderson, es una atleta británica de origen jamaicano, especialista en lanzamiento de jabalina que fue campeona olímpica en los Juegos de Los Ángeles 1984.

## Biografía

### Inicios
Aunque nació en Jamaica, su familia emigró a Inglaterra siendo ella una niña. Comenzó a destacar muy precozmente en el atletismo, aunque al principio se dedicaba sobre todo a las pruebas combinadas, donde llegó a conseguir buenos resultados en categoría júnior. Poco a poco fue concentrándose únicamente en el lanzamiento de jabalina.
Hizo su debut internacional en los Campeonatos de Europa Júnior de Duisburg en 1973, donde ocupó la 12.ª posición con un lanzamiento de 39.18. Sin embargo ese mismo año dio la sorpresa al ganar en las pruebas de selección para los Juegos de la Commonwealth del año siguiente, haciendo su mejor marca personal con 51.34
En los Juegos de la Commonwealth de Christchurch 1974 acabó en 5.ª posición tras lanzar 48.54 en su último intento. Ese mismo año participó en los Campeonatos de Europa de Roma, donde fue decimotercera en la fase de calificación y no pudo acceder a la final, donde solo competían doce.
En 1976 participó en los Juegos Olímpicos de Montreal, la primera de sus cinco participaciones olímpicas, logrando un meritorio 10.º puesto en la final.
En 1977 consiguió mejorar espectacularmente su mejor marca, exactamente en 10 metros, pasando de 57.20 (que ya era el récord británico) a 67.20 que consiguió en Dublín durante la Copa de Europa, y que la situaron la 3.ª del ranking mundial del año. Además en esa competición derrotó a la plusmarquista mundial Ruth Fuchs.
En 1978 logró su primer gran éxito internacional al ganar el oro en los Juegos de la Commonwealth de Edmonton, donde con 61.34 batió además el récord de esta competición. Ese año fue además 2.ª en los Campeonatos de Europa de Praga siendo superada únicamente por la mítica alemana Ruth Fuchs, doble campeona olímpica y plusmarquista mundial.

### Década de 1980
Había grandes expectativas de que Sanderson pudiera lograr una medalla en los Juegos Olímpicos de Moscú 1980, su segunda participación olímpica. Poco antes de los Juegos había vuelto a mejorar su marca personal lanzando en Stuttgart 69.70, a solo 26 cm del récord mundial. Sin embargo ya en Moscú decepcionó completamente y se mostró incapaz de superar la fase de calificación con un discretísimo tiro de 48.76, impropio de su categoría.
A lo largo de los años 1980 Sanderson fue una de las grandes estrellas mundiales de esta prueba, aunque con frecuencia se vio eclipsada en por su compatriota Fatima Whitbread, que ganó un título mundial y dos europeos, además de batir varios récords mundiales. 
El 26 de junio de 1983 consiguió en Edimburgo la mejor marca de su carrera deportiva, con 73.58. Era la gran favorita para ganar en los Campeonatos del Mundo de Helsinki de ese mismo año, pero decepcionó y solo pudo acabar en 4.ª posición, fuera de las medallas con unos discretos 64.76, a casi nueve metros de su récord. La prueba ganada por la finlandesa Tiina Lillak y en segunda posición acabó la británica Fatima Whitbread.
Sin embargo, al año siguiente Sanderson logró la victoria más importante de su vida deportiva, en los Juegos Olímpicos de Los Ángeles 1984, donde ganó la medalla de oro contra todo pronóstico. En la final olímpica se impuso con un tiro de 69.56, nuevo récord olímpico, por delante de la campeona mundial Tiina Lillak (69.00) y de su compatriota Fatima Whitbread, que tuvo que conformarse con la medalla de bronce (67.14)
Curiosamente Whitbread había derrotado a Sanderson en sus dos enfrentamientos previos a los Juegos. Tessa Sanderson era la primera mujer negra británica en ganar una medalla de oro olímpica. También era la primera británica en ganar el oro en lanzamiento de jabalina. En 1985 fue nombrada Miembro de la Orden del Imperio Británico, una de las mayores condecoraciones de su país.
Tras esta victoria siguió compitiendo durante varios años a gran nivel. En los Juegos de la Commonwealth de Edinburgo 1986 consiguió la victoria, y además venció a Fatima Whitbread, que ese mismo año lograría hacerse con el récord mundial de la prueba.
En los Campeonatos del Mundo de Roma 1987 Sanderson tuvo que conformarse con la 4.ª posición, rozando las medallas.
En 1988 poco antes de los Juegos de Seúl consiguió en Crawley la segunda mejor marca de su carrera deportiva con 71.70, lo que la convertía en una de las favoritas para ganar el oro olímpico. Sin embargo poco antes de los Juegos, durante su preparación en Japón, sufrió una lesión en una pierna, y acudió a Seúl mermada de condiciones. Solo pudo lanzar 56.70 y no logró el pase a la final.

### Década de 1990
La última gran victoria de su carrera deportiva fue el oro en los Juegos de la Commonwelath de Auckland 1990, lo que era su tercer título en esta competición.
A principios de los 90 ya no estaba considerada entre las mejores del mundo y sus marcas estaban ya lejos de los 70 metros. No pudo participar en los Campeonatos del Mundo de Tokio 1991 debido a una lesión. Sin embargo en los Juegos Olímpicos de Barcelona 1992, su quinta participación olímpica, a punto estuvo de dar la sorpresa y acabó ocupando la 4.ª posición con un tiro de 63.58
Ese mismo año consiguió la victoria en la Copa del Mundo de La Habana, y poco después se retiró del atletismo para iniciar una carrera como presentadora de televisión.
Sin embargo, después de cuatro años de ausencia, en 1996 decidió volver a las pistas, y participó en los Juegos Olímpicos de Atlanta, ya con 40 años cumplidos, en lo que era su sexta participación olímpica, algo que solo había logrado la discóbola rumana Lia Manoliu. En Atlanta Sanderson no consiguió el pase a la final. Poco después se retiró de forma definitiva de las pistas.

## Resultados
| Año  | Competición               | Lugar        | Puesto    | Marca |
| ---- | ------------------------- | ------------ | --------- | ----- |
| 1974 | Juegos de la Commonwealth | Christchurch | 5.ª       | 48.54 |
| 1974 | Campeonato Europeo        | Roma         | eliminada | —     |
| 1976 | Juegos Olímpicos          | Montreal     | 10.ª      | 57.00 |
| 1977 | Copa del Mundo            | Düsseldorf   | 3.ª       | 60.30 |
| 1978 | Juegos de la Commonwealth | Edmonton     | 1.ª       | 61.34 |
| 1978 | Campeonato Europeo        | Praga        | 2.ª       | 62.40 |
| 1980 | Juegos Olímpicos          | Moscú        | eliminada | 48.76 |
| 1983 | Campeonato Mundial        | Helsinki     | 4.ª       | 64.76 |
| 1984 | Juegos Olímpicos          | Los Ángeles  | 1.ª       | 69.56 |
| 1986 | Juegos de la Commonwealth | Edimburgo    | 1.ª       | 69.80 |
| 1987 | Campeonato Mundial        | Roma         | 4.ª       | 67.54 |
| 1988 | Juegos Olímpicos          | Seúl         | eliminada | 56.70 |
| 1990 | Juegos de la Commonwealth | Auckland     | 1.ª       | 65.72 |
| 1992 | Juegos Olímpicos          | Barcelona    | 4.ª       | 63.58 |
| 1992 | Copa del Mundo            | La Habana    | 1.ª       | 61.86 |
| 1996 | Juegos Olímpicos          | Atlanta      | eliminada | 58.86 |

| Predecesor: María Caridad Colón | Campeona Olímpica de lanzamiento de jabalina Juegos Olímpicos de 1984 | Sucesor: Petra Felke |